# Árpa (növényfaj)
Az árpa (Hordeum vulgare) a hideg mérsékelt öv ma is legfontosabb gabonaféléje. A perjefélék közé tartozó gabona az egyik legrégebben háziasított növény, Kr.e. 8000-7000 között kezdték el termeszteni a termékeny félhold területén. 
A Hordeum nemzetségben a fajok száma folyamatosan változik, jelenleg 30-40 közötti. A The Plant List szerint 43.

## Elnevezés
A természetben vadon előforduló alfaja (vadárpa), ami kétsoros, a H. vulgare subsp. spontaneum. A termesztett növények a H. vulgare subsp. vulgare alfaj alsóbb taxonjaiként vannak számontartva.
A vadárpa és a termesztett árpa természetes kereszteződésével alakult ki a hatsoros árpa. Ezt korábban Hordeum agriocrithon néven külön fajnak hívták. Jelenleg H. vulgare subsp. vulgare convar. vulgare névvel jelzik a négysoros és hatsoros árpákat (syn. H. hexastichon, H. tetrastichum, H. polystichum).
A kétsoros árpa vagy sörárpa (korábban H. distichon, H. vulgare subsp. distichum) neve jelenleg elfogadottan H. vulgare subsp. vulgare convar. distichon.

## Jellemzés

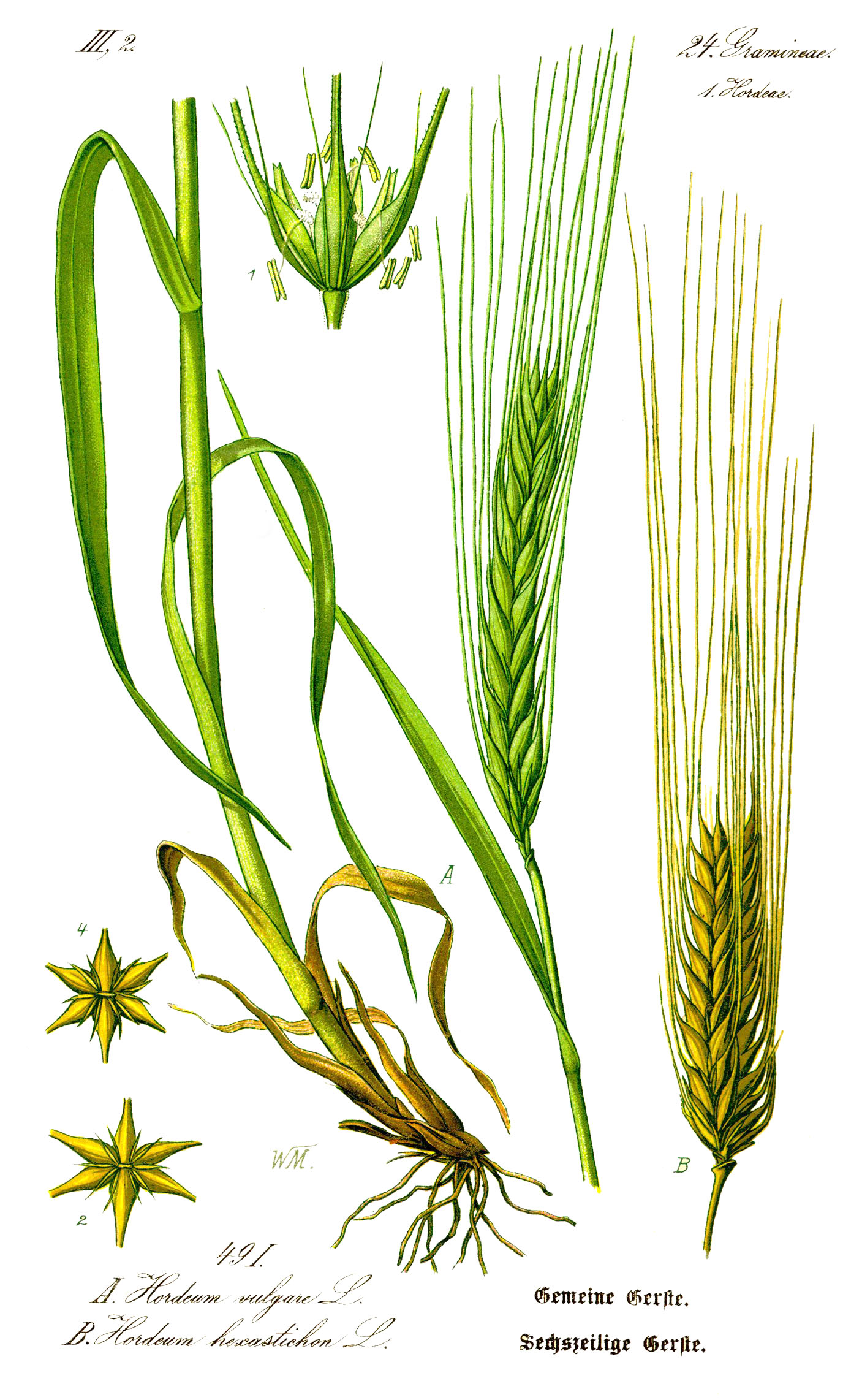
Árpa (Prof. Dr. Otto Wilhelm Thomé Flora von Deutschland, Österreich und der Schweiz 1885)

Gyökere bojtos gyökérzet, valódi gyökere a talajban 2 méter mélyre is lehatol. Szára belül üreges, csak a szárcsomókban tömör, magassága 70–150 cm között lehet. Virágzata kalász (füzéres fürt), termése szemtermés.
Többnyire önbeporzó, de előfordul idegenbeporzás is.

### Beltartalmi jellemzői
Fehérjetartalma 11-14%, a csupasz változatoké 15% is lehet. A fehérje aminosav összetétele nem túl kedvező, kenyér sem készíthető belőle önmagában; esszenciális aminosavakból keveset tartalmaz.
A szem víztartalma általában 14-15%. A szárazanyag-tartalom összetétele: 
- 80% szénhidrát (ebből 60-65% keményítő, 1,8-2% cukor, 3,5-7% cellulóz, a többi hemicellulóz és gumianyagok),
- 11% fehérje (92% protein: glutelin (30%), prolamin (hordein, 35-55%), globulin (edesztin, 15%), albumin (leukozin, 11%)),
- 2,5% zsír (főleg trigliceridek, továbbá lecitin),
- 2,6% ásványi anyag (foszfátok (35%), szilikátok (25%), káliumsók (20%); nyomelemek: cink, mangán, réz),
- 3,9% egyéb (cseranyagok, keserűgyanták, vitaminok (B1, B2, C, E), enzimek).

A kétsoros fajták termésének mérete és tömege nagyobb, mint a hatsorosaké, a négysoros fajták termései nem egyöntetűek. 

## Felhasználás

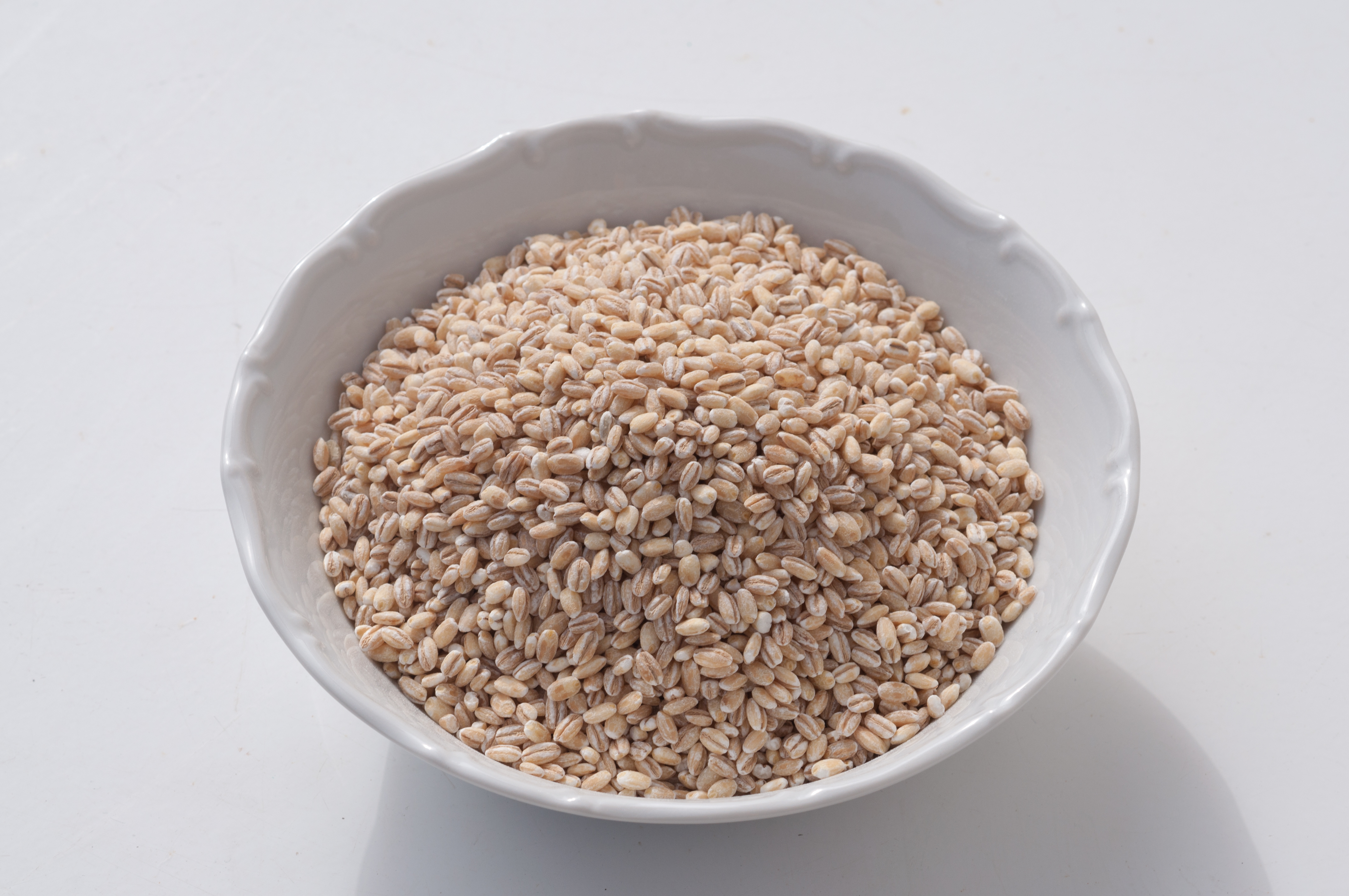
Árpagyöngy

Emberi élelmiszerként kenyérgabona, árpagyöngy (gersli) készül belőle.

### Takarmányként
Világszerte jelentős takarmány, különösen a hűvösebb illetve kontinentális éghajlaton, de máshol is.
Az őszi árpa termése biztosabb a tavasziénál. Ezt a fajt elsősorban takarmányozásra termesztik. A vetésforgóban csak a nagyon korán lekerülő növények jó előveteményei, korai vetése miatt. Vetése a gabonafélék közül a legkorábban, szeptember első felében történik, jól előkészített, aprómorzsás talajba, gabona sortávolságra, 4 millió körüli hektáronkénti tőszámmal, 150–180 kg/ha magmennyiséggel. 3–5 cm mélyre. Az őszi árpa a legkorábban érő gabonaféle, aratása teljes érésben, június első felében szokásos. Várható termése 3,5-4,5 tonna hektáronként.

### Alkoholos és nem alkoholos italokhoz
Sörgyártáshoz és malátagyártáshoz a kisebb fehérjetartalmú árpa ideális. A whiskyt Skóciában és Írországban elsősorban árpából készítik, míg más országokban kukoricából, rizsből vagy búzából. Japánban teához, Olaszországban koffeinmentes kávéhoz vagy pótkávéhoz használják fel.

## Termelése
2023-ban az árpát 107 országban termesztették 46,2 millió hektár földterületen, és az éves termésmennyisége meghaladta a 145,7 millió tonnát. 2013 és 2023 között az árpa földterülete 50 millió hektárról 46,2 millió hektárra (7,6%) csökkent, míg a termésmennyisége 143,6 millió tonnáról 145,7 millió tonnára (1,5%) nőtt.
A világ legnagyobb árpa termelői közé tartozik az Oroszország (14%), Ausztrália (9,2%), Franciaország (8,3%), Németország (7,5%) és Törökország (6,3%). Ezek az országok a 2023-as termelésük alapján az első öt helyen álltak. 2023-ban Oroszország, Ausztrália, Franciaország, Németország és Kanada az éves termés több mint felét (51,6%) adták a világ árpa termelésének.
Legnagyobb exportáló országok Ausztrália (19,9%), Franciaország (19,3%) és Oroszország (8,9%), míg a legnagyobb importországok Kína (29,6%), Spanyolország (7,2%) és Hollandia (5,8%).
2023-ban Magyarország 2,2 millió tonna árpát termelt, így a 107 országból a 17. legnagyobb árpatermelő volt. Magyarország főleg Szlovákiából (40,6%), Romániából (21,3%) és Ukrajnából (13,9%) importált árpát. A behozott, valamint a megtermelt árpa egy részét tovább értékesítette az ország, főleg Olaszország (36,5%), Románia (23,8%) és Ausztria (9,3%) felé.

## Termesztés

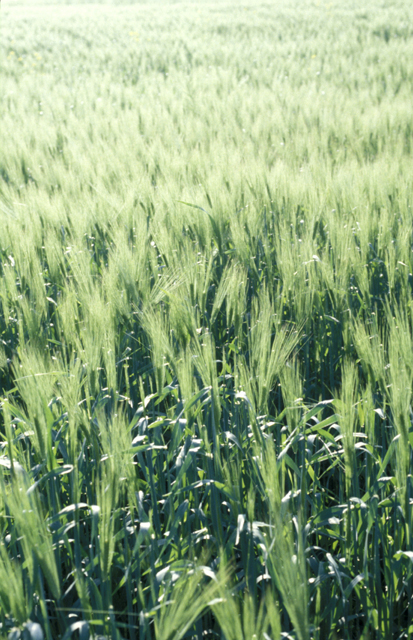
Árpa

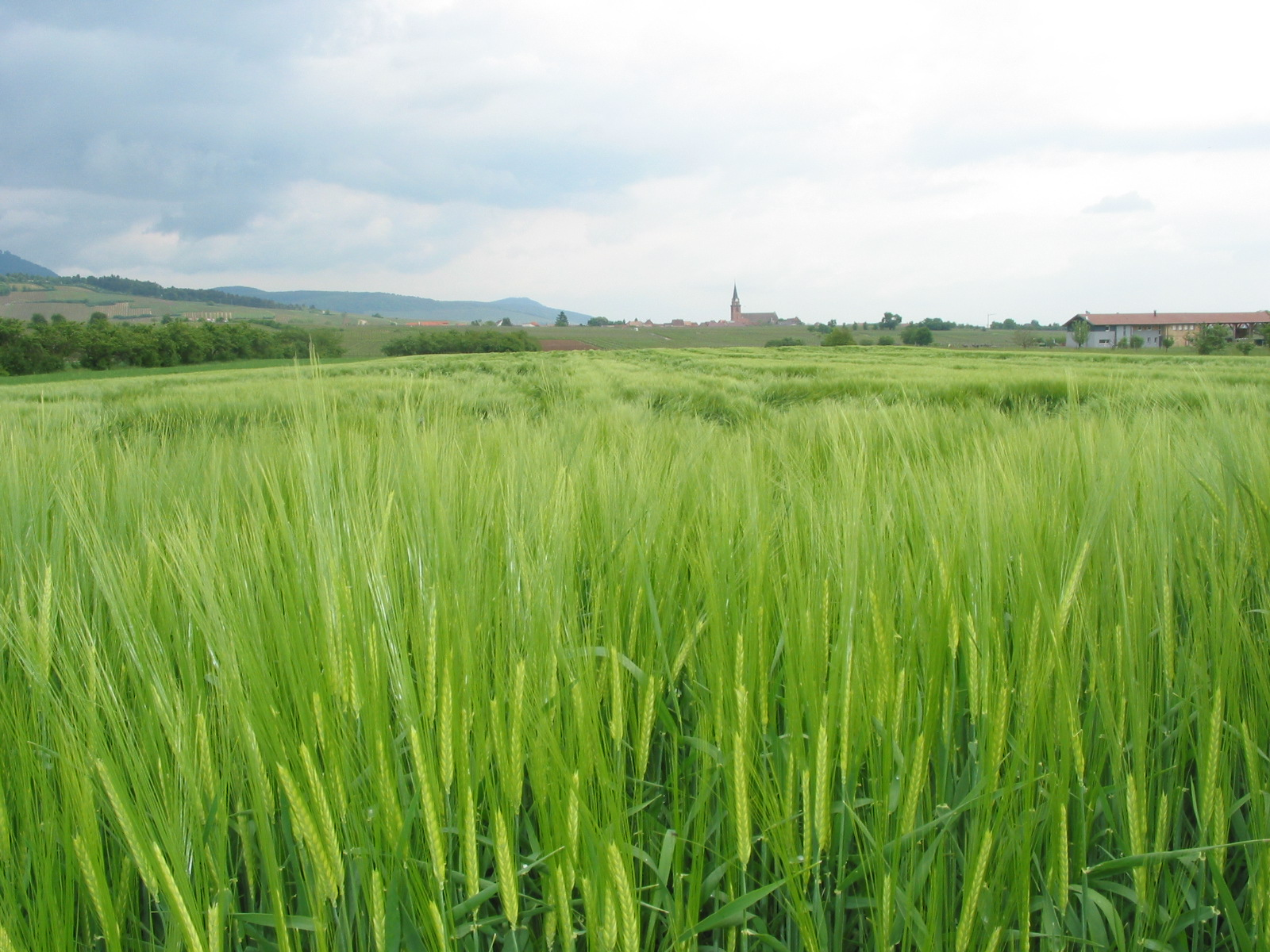
Árpaföld

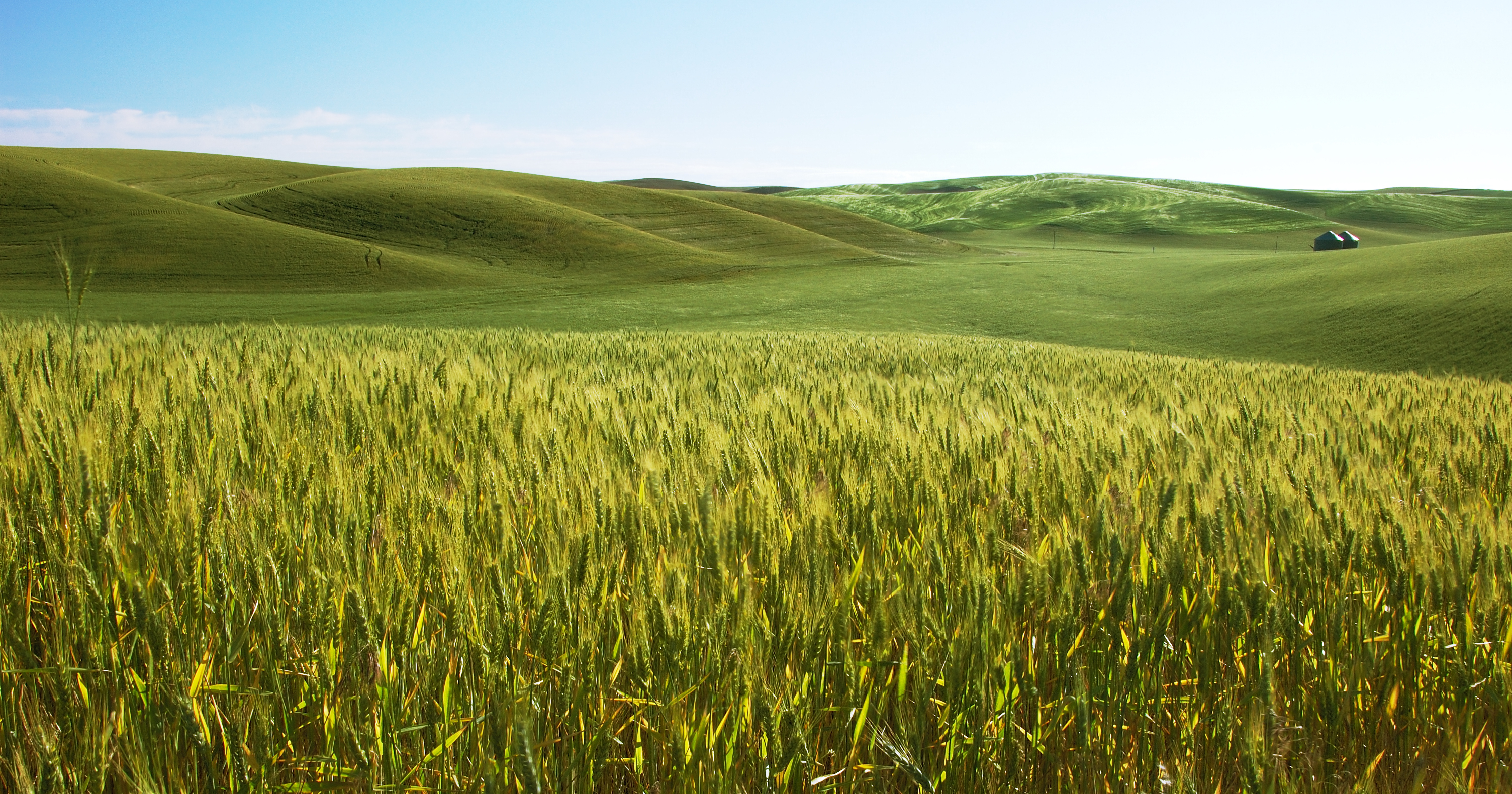
Érő árpa

A sarkkörökig minden éghajlaton termeszthető, a hegyvidéket is beleértve 5000 m magasságig.
A búza, rozs, kukorica után a negyedik legnagyobb vetésterületű gabona a világon. Magyarországon a tavaszi árpa a búza után a második. 1990-ben vetésterülete 150-200 ezer ha volt..
Magyarországon az ősszel vetett árpa nagyobb terméshozamot eredményez, viszont a söripar szempontjából a minőségi követelményeknek (elsősorban az alacsony, 11-12,5% alatti fehérjetartalomnak) a tavaszi vetésű jobban megfelel.
Az árpatermelés számos tényezőtől függ, beleértve az éghajlati feltételeket, a talajminőséget és a termesztési technológiákat. Az árpatermelés számos kihívással is szembesül, beleértve az éghajlatváltozást, a kórokozók és a kártevők elleni védekezést és az árpa termelőinek megfelelő piacok biztosítását. A fenntartható termelés és a megfelelő termesztési technológiák alkalmazása kulcsfontosságú a sikeres árpa termesztéséhez és az árpa termelőinek jövedelmezőségéhez.
Az árpát különböző célokra termesztik, attól függően, hogy milyen típusú árpáról van szó, és milyen piaci igényeknek kell megfelelnie. Az árpát jellemzően kenyerekhez, tésztákhoz, müzlikhez, gabonapelyhekhez, édességekhez, malátakészítésre, takarmányozásra és energiatermelésre termesztik.

### Kórokozók, kártevők
Vírusok
- árpa csíkos mozaik (Barley stripe mosaic virus)
- árpa sárga törpülés (Barley yellow dwarf virus)

Gombák
- árpa levélcsíkosság (Drechslera graminea)
- árpa hálózatos levélfoltosság (Drechslera teres)
- fahéjbarna levélfoltosság (Drechslera tritici-repentis)
- barna levélfoltosság (Bipolaris sorokiniana)
- Rinhospóriumos levélfoltosság (Rhynchosporium secalis)
- árpa fedettüszög (Ustilago hordei)
- árpa levélrozsda (Puccinia hordei)
- árpa valódi porüszög (Ustilgo nuda)
- lisztharmat (Blumeria graminis f. sp. hordei)
- torsgomba (Gäumannomyces graminis)
- szártörő gomba (Pseudocercosporella herpotrichoides)

Kártevők
- vetésfehérítő bogarak (Oulema spp.)
- gabonalegyek
- mezei pocok (Microtus arvalis).[1]

## Kapcsolódó szócikk
- Kétsoros árpa